# Kirsten Bolm
Kirsten Bolm, född den 4 mars 1975 i Köln, är en före detta tysk friidrottare som tävlade i häcklöpning. 
Bolm slog igenom 1994 då hon vann junior-VM på 100 meter häck. Hennes första stora merit som senior kom först 2002 då hon vid inomhus-EM blev silvermedaljör på 60 meter häck. På 100 meter häck blev hennes första större merit andra platsen vid EM i Göteborg 2006 efter Susanna Kallur. 
Under 2007 blev Bolm trea på 60 meter häck vid inomhus-EM i Birmingham återigen efter Kallur.
Bolms personliga rekord på 100 meter häck är 12,59 satt vid en tävling 2005.